# Beatus vir
Il Beatus vir è l'incipit in latino del Salmo 111; usato fino al Concilio Vaticano II come uno dei cinque salmi dei vespri delle solennità e delle domeniche, è stato musicato da molti importanti compositori, soprattutto di epoca barocca, come Francesco Durante, Niccolò Jommelli, Antonio Vivaldi, Domenico Zipoli e Claudio Monteverdi; è inoltre uno dei brani dei Vesprae Solemnes de Confessore di Wolfgang Amadeus Mozart. Il salmo è tuttora usato nella Liturgia delle ore.

## Il testo

### Latino
Beatus vir qui timet Dominum,
In mandatis ejus volet nimis.
Potens in terra erit semen ejus,
Generatio rectorum benedicetur.
Gloria et divitiae in domo ejus,
Et justitia ejus manet
In saeculum saeculi.
Exortum est in tenebris lumen rectis,
Misericors et miserator et justus.
Jucundus homo,
Qui miseretur et commodat,
Disponet sermones suos in judicio.
Quia in aeternum non commovebitur.
In memoria aeterna erit justus,
Ab auditione mala non timebit.
Paratum cor ejus sperare in Domino.
Confirmatum est cor ejus;
Non commovebitur
Donec despiciat inimicos suos.
Dispersit, dedit pauperibus,
Justitia ejus manet
In saeculum saeculi.
Cornu ejus exaltabitur in gloria.
Peccator videbit et irascetur,
Dentibus suis fremet et tabescet;
Desiderium peccatorum peribit.

### Italiano
Beato l'uomo che teme il Signore
E trova grande gioia nei suoi comandamenti.
Potente sulla terra sarà la sua stirpe,
La discendenza dei giusti sarà benedetta.
Onore e ricchezza nella sua casa,
La sua giustizia rimane per sempre.
Spunta nelle tenebre come luce per i giusti,
Buono, misericordioso e giusto.
Felice l'uomo pietoso che dà in prestito,
Amministra i suoi beni con giustizia.
Egli non vacillerà in eterno:
Il giusto sarà sempre ricordato.
Non temerà annunzio di sventura,
Saldo è il suo cuore, confida nel Signore.
Sicuro è il suo cuore, non teme,
Finché trionferà dei suoi nemici.
Egli dona largamente ai poveri,
La sua giustizia rimane per sempre,
La sua potenza s'innalza nella gloria.
L'empio vede e si adira,
Digrigna i denti e si consuma.
Ma il desiderio degli empi fallisce.